# Korpisenjärvi (sjö i Soini, Södra Österbotten)
Korpisenjärvi är en sjö i kommunen Soini i landskapet Södra Österbotten i Finland. Sjön ligger 158,2 meter över havet. Den är 5 meter djup. Arean är 65 hektar och strandlinjen är 5,88 kilometer lång. Sjön  ingår i Kumo älvs huvudavrinningsområde.   Den ligger omkring 63 kilometer öster om Seinäjoki och omkring 290 kilometer norr om Helsingfors. 